# Amanda Holden
Amanda Louise Holden (* 16. Februar 1971 in Bishop’s Waltham, Hampshire) ist eine britische Schauspielerin und Sängerin.

## Leben
Amanda Holdens Vater Frank Vallely Holden war Bootsmann in der Handelsmarine und stammte aus Liverpool. Ihre Mutter Judith Mary Harrison war Sekretärin aus Gloucestershire. Ihr Vater verließ ihre Mutter, als Amanda vier Jahre alt war. Bald darauf heiratete ihre Mutter Leslie jenen Mann, den Amanda Holden als ihren wahren Vater ansieht. Ihre Eltern kauften ein Gästehaus in Alum Chine in Bournemouth. Holden ging fünf Jahre auf die Swanmore Secondary School in Hampshire. Danach studierte sie Drama am Jellicoe Theatre, das jetzt Teil des Bournemouth and Poole College ist. Sie erlangte zwei A Noten und ging anschließend auf die Mountview Academy of Theatre Arts in Wood Green.
Holden lernte 1993 den Fernsehmoderator Les Dennis kennen, als beide in benachbarten Theatern auftraten. Sie heirateten im Juni 1995 in Bournemouth, als sie 24 und er 40 Jahre alt waren. Die Ehe zerbrach nach ihrer Affäre mit Schauspielkollege Neil Morrissey. Dies machte sie zu einer beliebten Zielscheibe der britischen Klatschpresse. Die Ehe wurde am 18. November 2003 geschieden. Ihre Affäre wurde später in der Serie Extras parodiert.
Am 21. Januar 2006 wurde Holden Mutter einer Tochter. Sie entstammt der Verbindung mit dem Plattenproduzenten Chris Hughes, mit dem sie seit November 2004 zusammenlebt und seit Dezember 2008 verheiratet ist. Sie leben in Richmond. Privat ist sie ein begeisterter Fußballfan des FC Everton. Im April 2008 lief sie im Namen der „Born Free Foundation“ beim London-Marathon mit und warb mit einer eigenen Website um Sponsoren für die Organisation.
Holden verhinderte mit einer Kampagne die Ansiedlung eines J Sainsbury-Supermarktes in ihrer Heimatstadt. Befürworter einer Ansiedlung kritisierten sie, nachdem bekannt wurde, dass sie einen Werbevertrag mit der größten britischen Handelskette Tesco abgeschlossen hatte.

## Fernsehkarriere
Holden ist in der Heimat bekannt durch ihre Rolle als Geraldine Titley, die Hauptfigur in der britischen TV-Comedy The Grimleys. Populär ist sie auch als Darstellerin in den Serien Wild at Heart, Kiss Me Kate und Hearts and Bones. Sie gab ihr Fernsehdebüt als unglückliche Wettkämpferin in der langlaufenden ITV-Serie Blind Date. Ihre erste Fernsehrolle war in einem TV-Drama mit Edward Woodward. Sie trat auch in der BBC-Soapopera EastEnders 1994 auf. Bekannt ist sie vor allem durch ihre Darstellung der Mia Bevan in der BAFTA-Award nominierten Dramaserie Cutting It, die von 2002 bis 2004 lief.
Über die Schauspielerei hinaus ist Holden neben Simon Cowell, Alesha Dixon und David Walliams auch Jurymitglied in der ITV-Show Britain’s Got Talent.

## Schauspielkarriere
Holden trat in verschiedenen Bühnenmusicals auf und war für ihre Darstellung in der West End Produktion Thoroughly Modern Millie 2004 für den „Laurence Olivier Theatre Award“ in der Kategorie Beste Schauspielerin in einem Musical nominiert.
Holden war in dem ITV-Drama Wild at Heart neben Stephen Tompkinson zu sehen. Die erste Serie lief 2006 und eine zweite 2007. Anfang 2008 lief die dritte Serie, in der ihre Titelfigur Sarah ums Leben kommt.
Weitere TV-Auftritte umfassen drei Serien der Comedy Kiss Me Kate neben Caroline Quentin, drei Serien der ITV-Comedyserie The Grimleys, Celeb mit Harry Enfield, der kritischen BBC-Serie Hearts and Bones neben Damian Lewis, der Comedy-Serie Mad About Alice mit Jamie Theakston, und dem Weihnachtsspecial Marple neben Geraldine McEwan und John Hannah. Sie ist auch Co-Star neben Bill Nighy und Sir Tom Courtenay in Ready When You Are, Mr McGill, dem klassischen Comedydrama von Jack Rosenthal.

## Filmografie (Auswahl)
- 1994: EastEnders (Fernsehserie, 5 Episoden)
- 1996: Bed & Breakfast – Die Miete zahlt der Tod (Intimate Relations)
- 1998: Goodness Gracious Me (Fernsehserie, 5 Episoden)
- 1998: Jonathan Creek (Fernsehserie, 2 Episoden)
- 1998–2001: Kiss Me Kate (Fernsehserie, 22 Episoden)
- 1999: Ein traumhaftes Missverständnis (Don't Go Breaking My Heart)
- 1999: Virtual Sexuality
- 1999–2001: The Grimleys (Fernsehserie, 22 Episoden)
- 2000: Happy Birthday Shakespeare (Fernsehfilm)
- 2000–2001: Hearts and Bones (Fernsehserie, 13 Episoden)
- 2001: The Hunt (Fernsehfilm)
- 2002: Celeb (Fernsehserie, 6 Episoden)
- 2002–2004: Cutting It (Fernsehserie, 13 Episoden)
- 2004: Mad About Alice (Fernsehserie, 6 Episoden)
- 2004: Agatha Christie’s Marple (Fernsehserie, eine Episode)
- 2006–2008: Wildes Herz Afrika (Wild at Heart, Fernsehserie, 23 Episoden)
- seit 2007: Britain’s Got Talent (Fernsehshow)
- 2008: TV Burp (Fernsehshow, eine Episode)
- 2009: Big Top (Fernsehserie, 6 Episoden)
- 2017–2018: Eine lausige Hexe (The Worst Witch, Fernsehserie, 2 Episoden)
- 2018: The Keith and Paddy Picture Show (Fernsehserie, eine Episode)
- 2019: Plebs (Fernsehserie, eine Episode)
- 2021: The Holden Girls: Mandy & Myrtle (Fernsehserie, 4 Episoden)
- 2022: Nachbarn (Neighbours, Fernsehserie, 3 Episoden)